# Fortitude
Fortitude (Os Crimes de Fortitude, no Brasil) é uma série de televisão britânica criada e escrita por Simon Donald. A primeira temporada com 12 episódios foi encomendada pela Sky Atlantic em 2013, e começou a ser exibida em 29 de janeiro de 2015. A série se passa no fictício assentamento norueguês de Fortitude no Ártico. Em 9 de abril de 2015, a Sky Atlantic confirmou uma segunda temporada composta por 10 episódios, que estreou em 26 de janeiro de 2017. A terceira e última temporada da série estreou em 6 de dezembro de 2018 com 4 episódios.
No Brasil, a série é distribuída pelo Canais Globo.

## Elenco
| Richard Dormer          | Sheriff Dan Anderssen                   | Principal | Principal | Principal    |
| Sofie Gråbøl            | Governor Hildur Odegard                 | Principal | Principal | Principal    |
| Björn Hlynur Haraldsson | Police Sergeant / Sherrif Eric Odegard  | Principal | Principal | Principal    |
| Mia Jexen               | Police Constable Ingrid Witrey          | Principal | Principal | Principal    |
| Alexandra Moen          | Police Constable Petra Bergen           | Principal | Principal | Principal    |
| Sienna Guillory         | Natalie Yelburton                       | Principal | Principal | Principal    |
| Luke Treadaway          | Vincent Rattrey                         | Principal | Principal | Principal    |
| Darren Boyd             | Markus Huseklepp                        | Principal | Principal | Principal    |
| Verónica Echegui        | Elena Ledesma                           | Principal | Principal |              |
| Ramon Tikaram           | Tavrani Tavra                           | Principal | Principal |              |
| Nicholas Pinnock        | Frank Sutter                            | Principal |           |              |
| Jessica Raine           | Julia 'Jules' Sutter                    | Principal |           |              |
| Christopher Eccleston   | Professor Charlie Stoddart              | Principal |           |              |
| Stanley Tucci           | Detective Chief Inspector Eugene Morton | Principal |           |              |
| Michael Gambon          | Henry Tyson                             | Principal |           | Participação |
| Jessica Gunning         | Shirley Allerdyce                       | Principal |           | Participação |
| Johnny Harris           | Ronnie Morgan                           | Principal |           |              |
| Aaron McCusker          | Jason Donnelly                          | Principal |           |              |
| Phoebe Nicholls         | Dr. Margaret Allerdyce                  | Principal |           |              |
| Dennis Quaid            | Michael Lennox                          |           | Principal | Principal    |
| Michelle Fairley        | Freya Lennox                            |           | Principal |              |
| Edvin Endre             | Rune Lennox                             |           | Principal |              |
| Ken Stott               | Erling Munk                             |           | Principal |              |
| Parminder Nagra         | Dr. Surinder Khatri                     |           | Principal | voz          |
| Robert Sheehan          | Vladek Klimov                           |           | Principal |              |
| Paul Ready              | Mark Devlin                             |           | Principal |              |
| Aliette Opheim          | Elsa Schenthal                          |           |           | Principal    |
| Abubakar Salim          | Boyd Mulvihill                          |           |           | Principal    |
| Maria Schrader          | DCI Ingemar Myklebust                   |           |           | Principal    |
| Set Sjöstrand           | Torsten Øby                             |           |           | Principal    |
| Brigid Zengini          | Annie Burgess                           |           |           | Principal    |